# Užanka lékařská

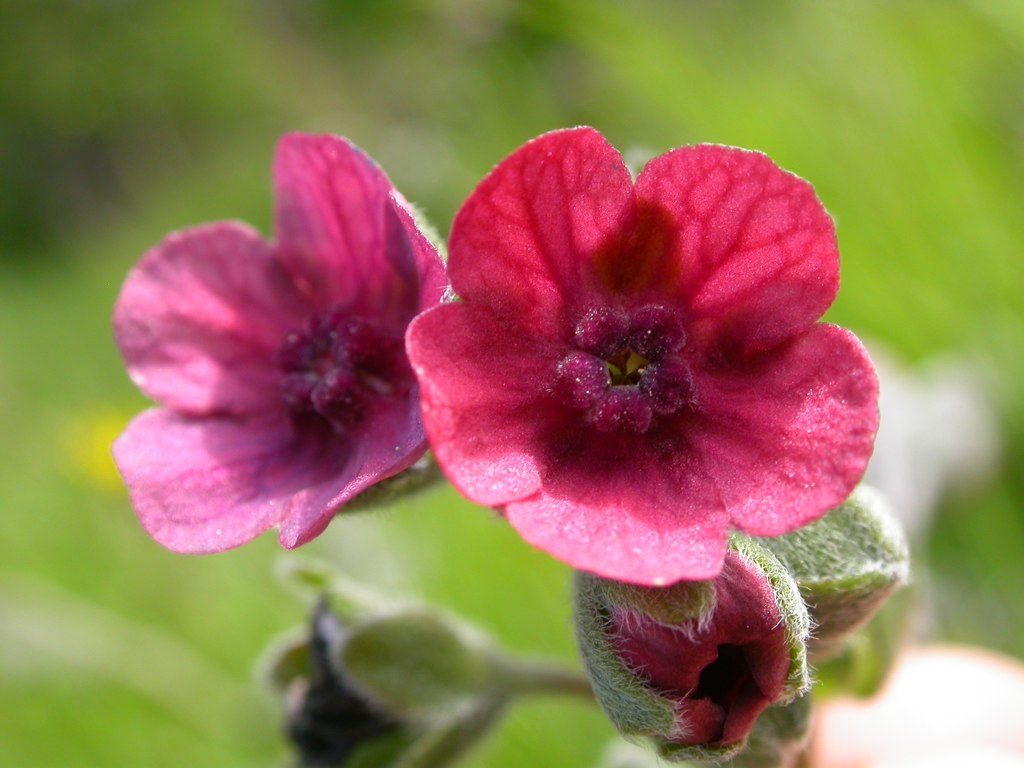
Květy

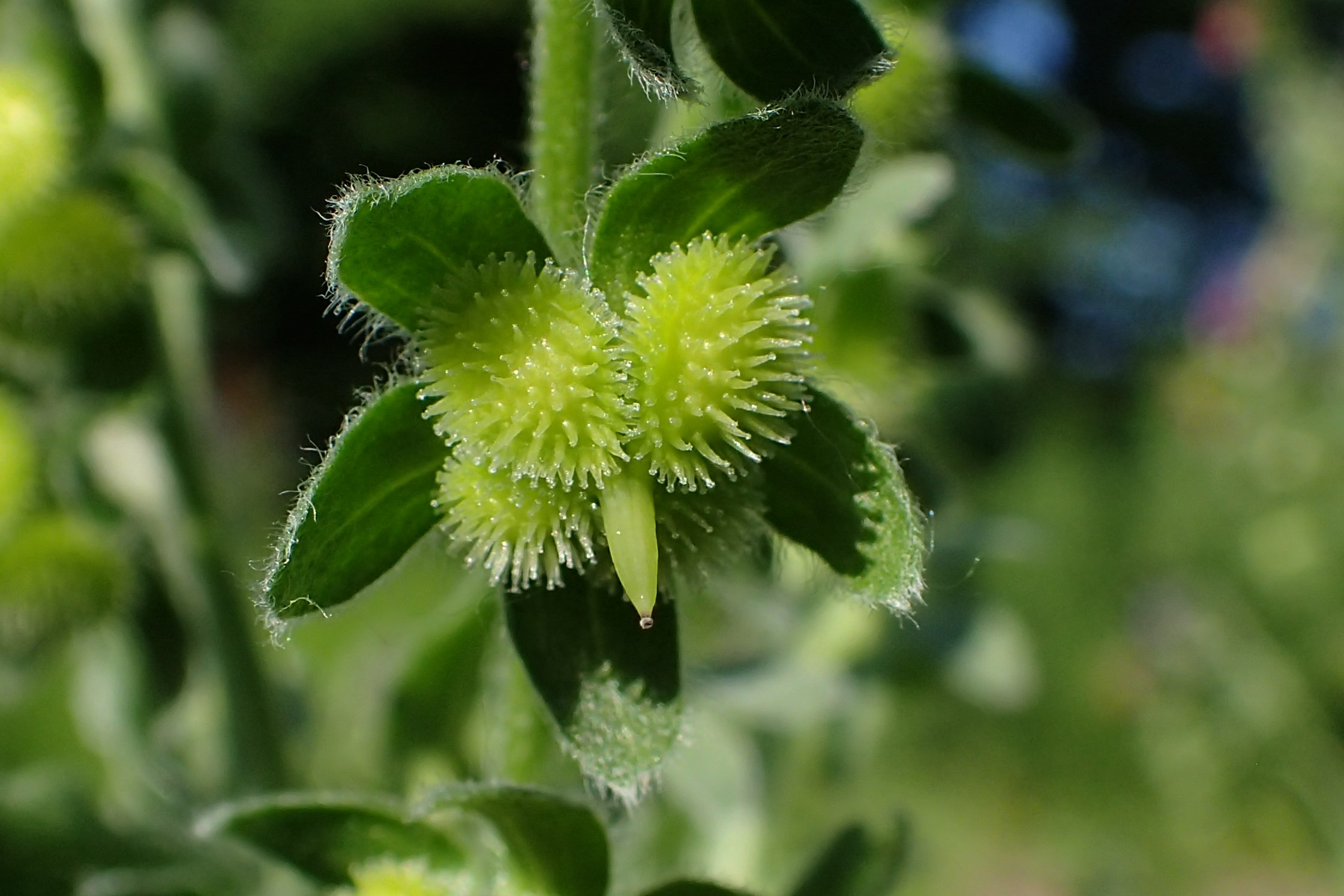
Nezralá tvrdka s plůdky

Užanka lékařská (Cynoglossum officinale) je dvouletá bylina, která má při kvetení okolo půl metru dlouhou lodyhu s tmavě červenými květy. Je jednou ze dvou původních druhů rodu užanka rostoucích v české přírodě. V minulosti byly její kořen i nadzemní části hojně používány v lidovém léčitelství, odtud pochází její druhové jméno „lékařská“.

## Rozšíření
Rostlina pochází z mírného podnebného pásu Evropy a Asie. V Evropě roste na severu po Pobaltí a jižní Skandinávii, na jihu po Španělsko, Řecko a Turecko a od Velké Británie na západě přes západní a střední Evropu až po evropské Rusko na východě. Dál na východě, v Asii, je původním druhem v západní Sibiři, Střední Asii a na severním Kavkaze. Druhotně byla rozšířena i do Severní Ameriky, do Spojených států.
V České republice roste roztroušeně, místy je hojná a jinde se vyskytuje jen vzácně a pouze přechodně. Stabilní stanoviště se obvykle nacházejí v termofytiku ve středních a severozápadních Čechách, v Polabí či na jižní Moravě, v mezofytiku na předhůří Šumavy a v moravském podhůří Českomoravské vrchoviny. V Česku se vyskytuje nejvýše do nadmořské výšky 700 m n. m., na blízkém Slovensku však roste ještě až o 500 m výše.

## Ekologie
Hemikryptofyt vyrůstající podél polí a cest, po okrajích lesů, na suchých trávnicích, pasekách, pastvinách, v lomech a štěrkovnách, na skalnatých svazích, rumištích, říčních naplaveninách a místech dotčených lidskou činností. Občas se vyskytuje i na obdělávaných polích. Roste v pásmu od nížin po pahorkatiny, hluboký kořenový systém dává rostlině na sušších stanovištích konkurenční výhodu oproti jiným rostlinám. Ploidie druhu je 2n = 24.

## Popis
Dosti variabilní dvouletá rostlina, která v prvém roce vytváří jen listovou růžici. Teprve druhým rokem ze silného, hluboko sahajícího kořene vyrůstá přímá, v horní části větvená lodyha obvykle vysoká 30 až 60 cm, která je po celé délce pokrytá dlouhými chlupy. Listy v přízemní růžici mají dlouhé řapíky a bývají eliptické až široce eliptické, dlouhé do 25 a široké do 6 cm; přes zimu uschnou a na jaře vyraší nové. Lodyžní listy vyrůstající střídavě jsou ve spodu lodyhy řapíkaté a výše jsou přisedlé. Jejich směrem vzhůru se zmenšují čepele jsou podlouhle až kopinaté, po obvodě celistvé a oboustranně porostlé asi 1 mm dlouhými, měkkými chlupy. Všechny listy jsou na omak drsné a po rozemnutí páchnou myšinou, po uschnutí rostliny tento zápach zmizí.
Květy v počtu až 20 vyrůstají z úžlabí horních listů a vytvářejí květenství bez listenů, jednostranné vijany. Oboupohlavné pětičetné květy mají asi 1 cm dlouhé stopky a na nich jeden až tři listence. Kališní cípy jsou podlouhlé, až k bázi členěné, za plodu rozestálé, asi 6 mm velké a na vnější straně chlupaté. Koruna je nálevkovitého tvaru, 7 mm dlouhá, tmavě červená až fialová a její 3 mm dlouhá korunní trubka je uzavřená šupinkami pakorunky. Pět tyčinek s prašníky je do poloviny přirostlých ke korunní trubce. Rostliny kvetou v květnu až červenci, opylovány jsou cizosprašně (většinou motýly) nebo samosprašně.
Plod je vejčitá tvrdka rozpadající se na čtyři plůdky, (semena), které nejsou přirostlé ke dnu kalichu, ale vnitřní stranou ke čnělce. Na hřbetě mají zřetelnou rovnou plošku a jsou porostlé krátkými kotvičkovitými osténky. Některé tvrdky vypadají do půdy v blízkém okolí, ostatní s plůdky zůstávají připojené k mateřské rostlině i další rok. Mohou se tak snáze přichytit srsti zvířat, neboť suchá rostlina zůstává stát i přes zimu.

## Rozmnožování
Užanka lékařská se rozmnožuje pouze semeny, kterých robustní rostlina ročně vyprodukuje až dva tisíce. Životaschopnost čerstvě uzrálých semen je vyšší než 90 %, semena připojená k mateřské rostlině si podržují schopnost vyklíčit i dva či tři roky, semena vypadnutá do půdy asi jen rok. Nejspolehlivěji klíči z hloubky 1 cm, kdežto z 5 cm již nevyklíčí. Méně než 1 % semenáčů se však dožije možnosti vyprodukovat semena, jejich vysoká úmrtnost je přičítána deficitu vlhkosti v počátku prvého roku života, kdy kořen mladé rostlinky ještě nesahá dostatečně hluboko a nezajišťuje přísun vláhy.
Zralé plůdky se hákovitými osténky přichycují srstí pasoucích se ovcí a hovězího dobytka, případně i lidí a projíždějící techniky, což je společně s odplavením vodou v podstatě jediný možný způsob rozšíření na větší vzdálenost, bez tohoto přenosu se asi 75 % semen nedostane od mateřské rostliny dále než 1,2 m. Mohou se ovšem také šířit lidským pochybením, například kontaminovaným osivem obilovin nebo ovčí vlny ke spředení, což pravděpodobně zavinilo její rozšíření do Severní Ameriky.

## Význam
Užanka je léčivá rostlina, k lékařským účelům se využívá kořen a nať trhaná brzy po rozkvětu. Celá rostlina ovšem obsahuje alkaloidy a glykoalkaloidy cynoglossin, cynoglossein, cholin, konsolidin, které po požití většího množství nepříznivě ovlivňují organismus teplokrevných živočichů. Toxické látky nemizí ani usušením, požití většího množství způsobuje závratě, snížení svalové aktivity, zrychlení stahů srdce a následné jeho vynechávání, projevuje se rozšířením zorniček a hlubokým spánkem, při kterém dochází k zástavě dechu. Proto se upustilo od vnitřního užívání, které dříve sloužilo hlavně proti průjmům, kašli a závažnějším plicním onemocněním. V současnosti se v lidovém léčitelství používá pouze zevně, hlavně k obkladům při léčbě revmatismu, na bolavé klouby nebo při rozličných ekzémech a lupence.
Jsou stejně toxické i pro koně, skot a ovce pasoucí se na loukách. Zvířata si rostlin běžně nevšímají, odrazují je drsné chlupaté listy, píchající semena i typický myší zápach, žerou je pouze při nedostatku jiné potravy na vypasené pastvině. Stejně toxické je i seno sklízeno ze zamořených luk. Rostliny s kořenovým systém až 1 m hlubokým a široce rozloženými listy přízemní růžice blokuji růst kvalitní trávy pro pastvu, zastiňují ji a ochuzují o živiny i vláhu. Jako důsledek množství vyprodukovaných semen vytvářejí na rozlehlých severoamerických pastvinách plevelné, rychle se rozšiřující monokultury a proto jsou považované za invazní druh. K likvidaci užanky lékařské na silně kontaminovaných místech se používá herbicid na bázi auxinu, který ničí rostliny již ve stadiu listových růžic.
Bylina svými listy poskytuje potravu pro housenky tesaříkovitého kozlíčka kovolesklého (Phytoecia caerulescens).